# Plica pterygomandibularis
Die Plica pterygomandibularis (lat. für Flügel-Unterkiefer-Falte) ist eine beidseitige Schleimhautfalte im hinteren Mundvorhof. Ihre Grundlage ist die Raphe pterygomandibularis, ein Sehnenstreifen zwischen dem Hamulus pterygoideus des Keil- bzw. Flügelbeins und der Fossa retromolaris des Unterkiefers, der den Backenmuskel von den Schlundschnürern trennt. Die Plica pterygomandibularis ist eine wichtige Orientierungshilfe für die Leitungsanästhesie des Nervus alveolaris inferior in der Zahnmedizin.